# Red Light Fever tour
Red Light Fever tour var en turné av och med det brittiska rockbandet Hot Leg. Turnén pågick mellan den 26 februari och 16 mars 2009. Under denna turné spelade gruppen för första gången på Irland. Hot Legs förband var bandet The Crave, från Brighton.

## Låtlista
Så här såg den typiska låtlistan under turnén ut:
1. "Ashamed"
2. "I've Met Jesus"
3. "Trojan Guitar"
4. "Gay in the 80's"
5. "Heroes"
6. "You Can't Hurt Me Anymore"
7. "Chickens"
8. "Kissing in the Wind"
9. "Come Into My Arms"
10. "Dust in the Wind"
11. "All I Gotta Do"
12. "Prima Donna"
13. "Whichever Way You Wanna Give It"
14. "Cocktails"
Extranummer
15. "Theme From Hot Leg"
16. "Cupboard Love"
17. "Do It in the Dark"

## Datum
| Datum                 | Arena            | Stad       | Land       |
| --------------------- | ---------------- | ---------- | ---------- |
| Storbritannien Irland |                  |            |            |
| 26 februari 2009      | Limelight        | Belfast    | Nordirland |
| 27 februari 2009      | The Village      | Dublin     | Irland     |
| 1 mars 2009           | TJ's             | Newport    | Wales      |
| 2 mars 2009           | Fleece           | Bristol    | England    |
| 4 mars 2009           | 02 Academy       | Manchester | England    |
| 5 mars 2009           | Cabaret Voltaire | Edinburgh  | Skottland  |
| 6 mars 2009           | 02 Academy       | Newcastle  | England    |
| 8 mars 2009           | 02 Academy       | Sheffield  | England    |
| 9 mars 2009           | 02 Academy       | Birmingham | England    |
| 10 mars 2009          | 02 Academy       | Oxford     | England    |
| 12 mars 2009          | 02 Academy       | London     | England    |
| 13 mars 2009          | Wedgewood Rooms  | Portsmouth | England    |
| 14 mars 2009          | Concorde II      | Brighton   | England    |
| 16 mars 2009          | Waterfront       | Norwich    | England    |

## Medverkande
- Justin Hawkins - gitarr, sång
- Pete Rinaldi - gitarr, kör
- Samuel Stokes - bas, kör
- Darby Todd - trummor